# Пісюнчик Айка
 «Пісюнчик Айка» (англ. Ike's Wee Wee) — епізод 204 (№ 17) серіалу «South Park». Його прем'єра відбулася 27 травня 1998 року.

## Сюжет
Містер Мекі проводить в класі лекцію про шкоду сигарет, алкоголю і наркотиків, яка має назву «Наркотики — це погано» (англ. Drugs are bad). Він підкреслює негативні моменти в курінні, алкоголізмі, вживання марихуани і ЛСД, в той час як діти глумляться над недоліками його мови. Лекція вкрай неінформативна, і обговорення кожної шкідливої звички проходить за планом: «Наркотики - це погано, ви не повинні вживати наркотики, гаразд?» Щоб пояснити, що «марихуана - це погано», містер Мекі пускає по класу зразок марихуани, щоб діти знали, як вона пахне, і могли визначити, чи не курять марихуану їх друзі. Тим часом Кайл запрошує Стена, Кенні і Картмана на «бріз» Айка; Кайл обіцяє класну вечірку, хоча сам до пуття не знає, що таке бріз.
Коли містер Мекі просить передати марихуану назад на перший ряд, раптом з'ясовується, що зразок зник. Поліція обшукує дітей, але нічого не знаходить. На жаль для містера Мекі, це сприймають як поширення марихуани серед неповнолітніх, і директорка негайно звільняє його з школи (після цього показується, як накурився марихуани містер Гаррісон і дивиться по телевізору «Телепузиків »).
Стоячи на зупинці, хлопці базікають з проїжджаючим повз Шефом і запитують, чи не прийде він на бріз Айка. Обурений Шеф каже, що не перенесе цього видовища; коли діти просять уточнити, що особливого повинно статися, Шеф пояснює, що Айку зроблять обрізання, але лише натякає, що це з себе представляє. Неправильно зрозумівши Шефа і попитавши у інших людей, Стен вважає, що розібрався, і каже Кайлу, що бріз — це вечірка, на якій Айк піддасться «відрізанню», тобто йому відріжуть пісюнчик. Хлопці в шоці. Кайл запитує у батьків, що таке бріз; вони пояснюють, що це «святкування входження твого молодшого брата в життя», і що вони збираються зробити йому обрізання. Все ще не розуміючи, Кайл сильно лякається і починає розробляти план порятунку свого молодшого брата, шукаючи місце, де його можна заховати до тих пір, поки батьки не прийдуть до тями.
В цей час йде по вулиці містера Мекі, якого принижують все проїжджаючі мимо водії, називаючи його наркоманом і хіпі; він тікає від них в найближчий бар, де вперше в житті напивається. Повернувшись додому, він виявив, що його домовласник вигнав його з квартири і змінив замки, тому що почув, що Мекі поширює наркотики серед дітей. Бездомний і втомлений, Мекі знаходить притулок в глухому провулку, де пробує марихуану за порадою бомжа, «щоб підбадьоритися». Тут же він бачить як провулок перетворюється в яскравий танцпол з неоновими вогнями. На наступний день містер Мекі зустрічає в лісі за містом двох хіпі, і ті пригощають його ЛСД. У нього трапляється тріп, який нам показаний як політ голови Мекі по місту, яка перетворилася в повітряну кулю.
Щоб обгородити брата від «батьків-піськорубів», Кайл закидає його в поїзд до Небраски. Потім Кайл робить з кісток і ганчірок ляльку, схожу на Айка, щоб не викликати підозр у батьків. Коли він входить з «Айком» в будинок, ляльку краде бродячий пес, якого потім переїжджає вантажівка прямо навпроти будинку Брофловські. На «похоронах» Айка Кайл дізнається таємницю - що Айк насправді не його кровний брат, а усиновлена дитина канадського походження. Обурений Кайл вирішує, що якщо вже Айк не є його справжнім братом, то про нього не варто піклуватися. Тоді він зізнається батькам, що насправді Айк не помер, а перебуває в Небрасці.
Містер Мекі, що став хіпі, знайомиться з дівчиною-хіпі і відправляється до неї додому, щоб помалювати пальцями на стінах. Незабаром вони вирішують одружитися і їдуть у весільну подорож в Індію. Містер Мекі розв'язує свою краватку, і його голова стає нормального розміру. В цей час сім'я Кайла шукає Айка в Небрасці - вони знаходять його в барі, де він замінює підставку для стільниці. Коли Кайл відмовляється визнавати Айка своїм братом, батьки карають його.
Під час медового місяця в Індії містера Мекі ловить команда А. Його колишні роботодавці разом з Джимбо кажуть, що повинні були допомогти йому впоратися з наркотиками, а не звільняти. Містер Мекі протестує, каже, що йому подобається його нове життя, і що він з часу своїх перших експериментів в Саус-Парку не приймав наркотиків. Ніхто його не слухає, і в клініці Бетті Форд, його «зцілюють» від наркотичної залежності. Соціальний працівник зав'язує містеру Мекі краватку, і голова Мекі знову збільшується до своїх звичайних розмірів.
Настав день «брізу», а Кайл все ще покараний і ображається в своїй кімнаті. Коли приходить рабин, щоб виконати обрізання, Айк в страху тікає в кімнату Кайла. Кайл не хоче з ним спілкуватися, але врешті-решт брат пробуджує в ньому кращі почуття, і Кайл починає затято захищати Айка до тих пір, поки, нарешті, йому не пояснюють, що ж таке обрізання насправді. Батьки кажуть Кайлу, що той теж піддавався обрізанню, і що це всього лише «трохи обрізати по краях пеніс, щоб він виглядав більше». Чуючи це, Стен і Картман вирішують, що вони теж хочуть зробити обрізання.
Епізод закінчується тим, що містер Мекі розповідає дітям про шкоду наркотиків (тепер лекція називається «Наркотики і ви», Drugs and You), а діти знову над ним знущаються. Життя повернулася до звичайного розпорядку.

## Смерть Кенні
На кладовищі, незабаром після «похорону» Айка Кенні падає в порожню могилу, а зверху на нього падає могильний камінь.

## Персонажі
У цьому епізоді вперше з'являється доктор Шворц. Бармен бару Саут-Парку вперше з'являється тут в цій якості - в ранніх серіях він був букмекером або просто одним з натовпу городян. Бомж, який ділиться з містером Мекі травичкою, надалі грає епізодичну роль в декількох серіях і повнометражному фільмі.
У класі сидять (зліва направо): Венді; Терренс; Піп; Клайд; Картман; Токен; Кевін; Кайл; Дог Пу; Кенні; Стен; Енні; Берта.

## Пародії
- Містер Мекі каже, що ЛСД набув популярності завдяки Джону Леннону і Полу Маккартні. У цьому легко вгадується натяк на їхню пісню «Lucy in the Sky with Diamonds», яку за получену із головних букв абревіатуру «LSD» звинувачували в пропаганді цього наркотику.
- П'яний містер Мекі співає пісню Пет Бенатар «Love Is a Battlefield». Пізніше ця пісня прозвучала в серіалі у виконанні жителів Саут-Парку в епізоді сьомого сезону «Жадібність червоношкірих».
- Музика, яка звучить на початку другої половини серії, — пародія на головну тему з сіткому «Сайнфелд».

## Факти
Шаблон:Немає джерел в розділі
- Картман на питання «що для чоловіка важливіше за все» відповідає «шинка». Раніше він відповів так на питання «Що головне в  Різдві?» В короткометражці « Дух Різдва: Ісус проти Санти».
- У цій серії втретє з'являється доросла копія Білла (можливо, його батько) — він знущається над містером Мекі, коли той бреде по вулиці. Фраза, яку він говорить, є каламбуром який важко перекласти: він говорить, що у Мекі і Гомера Сімпсона є «одна спільна річ — D'oh!» (це коронна фраза Гомера, яка звучить дуже схоже на «dope», тобто «драп»).
- На футболці у одного з хіпі написано «Legalize Everything» (рос. Легалізувати все).
- Пес, який забирає ляльку Айка і гине під машиною, - «самий злісний пес міста» Сільвестр з епізоду «Собака гей».
- На футболці у вусатого бармена «Бара Хепа» в Небрасці написано «Вуса» (англ. Moustache).
- На плакаті «Ласкаво просимо на бріз Айка» (англ. Welcome to Ike's bris) замість «бріз» спочатку було написано, а потім закреслено «funeral» (укр. похорон).
- У фотоальбомі можна побачити фото Кайла з зовсім маленьким Айком, фото братів зі слоном з епізоду «І покохав слон свиню», фото братів, які грають в м'яч і фото всієї родини Брофловські.
- Пристосування для обрізання, яке доктор Шворц вважав більш відповідним для канадця, повторює форму кленового листа, зображеного на прапорі Канади.
- На стіні кімнати Кайла можна помітити відоме фото показуючого язик Ейнштейна.
- Номер будинку, що знімається містером Мекі, - 1000.
- У цьому, як і в попередньому епізоді, букви алфавіту над дошкою в класній кімнаті шикуються в напис «Боже мій, вони вбили Кенні! Покидьки» іспанською («DiOsMiOhAnMaTaDoHaKeNnYbAsTaRdOs...»). У наступних серіях алфавіт повертається до звичного вигляду, з малими літерами, записаними в зворотному порядку.
- Під час похорону чоловік на волинці грає Хава нагіла.
- Під час похорону католицький священик Отець Максі постає у формі єврейського священика.
- Мекі, після зняття краватки стає схожим на Стіва Джоббса, який так само в молодості захоплювався легкими наркотиками і поїхав з подругою в Індію.

## Цензура
- У прем'єрному показі серії фрагмент, коли містер Мекі говорить Джимбо, що не стане слухати його «правоавторитарне лайно», прозвучав без цензури. Це був перший раз, коли в серіалі прозвучало слово «лайно» (англ. shit). Всі повторні покази йшли з писком в цій фразі, проте покази на канадському кабельному телебаченні йшли без цензури.
- Фраза Картмана «якщо потерти пожежника шолом, то він плюне в око» вирізувалася в деяких показах.
- Після російського скандалу, пов'язаного з Південним парком, фраза шефа і реабілітатора, пов'язана з наркотиками («Все добре в свій час і на своєму місці і це місце називається коледж») була вирізана.